# Jantar Mantar, Jaipur
Jantar Mantar är en samling astronomiska instrument, uppförda av Maharaja Jai Singh II vid sin då nya huvudstad Jaipur mellan 1727 och 1734. Den är byggd utifrån en som byggts åt honom i Mogulrikets huvudstad Delhi, Jantar Mantar i Delhi. Totalt lät han bygga fem Jantar Mantar på olika platser. Observatoriet i Jaipur är det största och mest välbevarade av dessa och blev 2010 uppsatt på världsarvslistan som "ett uttryck för de astronomiska färdigheterna och kosmologiska begreppen i kretsen kring en vetenskapligt intresserad furste  i slutet av Moguleran.".

## Namnet
Namnet kommer från orden jantar ("instrument"), och Mantar ("formel", eller i detta sammanhang "uträkning"). Därför betyder jantar mantar bokstavligen 'beräkningsinstrument'. Detta observatorium har religiös betydelse, då forntida Indiska astronomer även var Jyotishamästare.

## Beskrivning

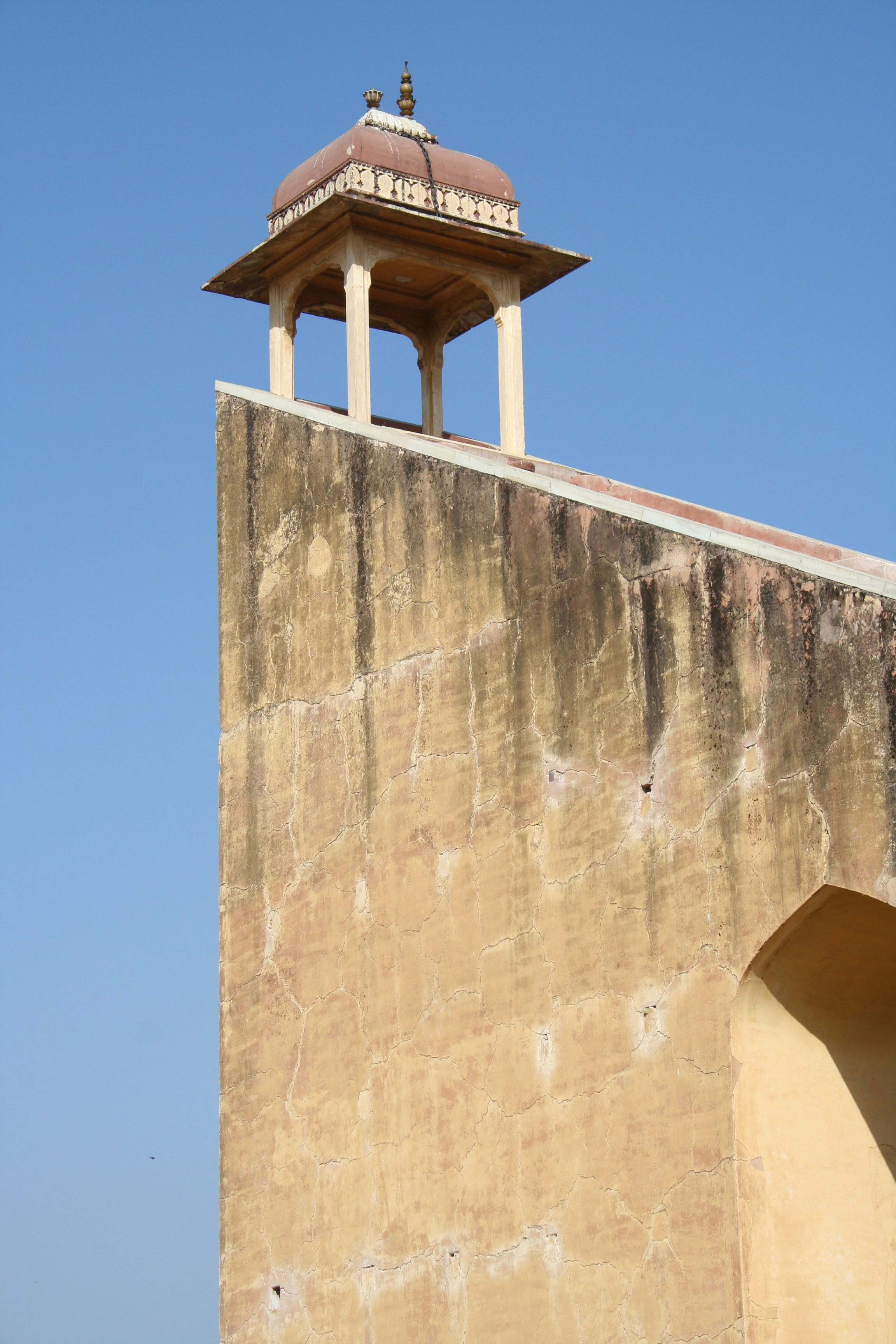
Observationsplanet av samrat yantra (Gigantiskt solur).

Observatoriet består av fjorton större geometriska anordningar för att mäta tid, förutsäga förmörkelser, spåra stjärnors position då jorden snurrar runt solen, ta reda på planeternas deklinationer och fastställa himmelska altituderna och relaterade efemerider. Vart och ett är ett fast och fokuserat verktyg. Samrat Yantra, det största instrumentet, är 27 meter högt, och dess skugga ritas noggrant och förtäljer tiden på dygnet. Dess framsida har en lutning på 27 grader, Jaipurs latitud. Hinduiska chhatrin (en liten kupol) på toppen används som plattform för att tillkännage eklipser och ankomsten av monsuner.
Byggt med lokalt hämtade stenar och marmor, har varje instrument en astronomisk skala, vanligtvis utmärkt på marmorns innerfoder. Bronstavlor, alla utomordentligt noggranna, skaffades också. Efter att grundligt renoverats 1901 blev Jantar Mantar ett nationalmonument 1948.
En utflykt genom Jai Singh's Jantar är en unik upplevelse att gå igenom fast geometri och möta ett samlat astronomiskt system utformat för att undersöka himlavalvet.

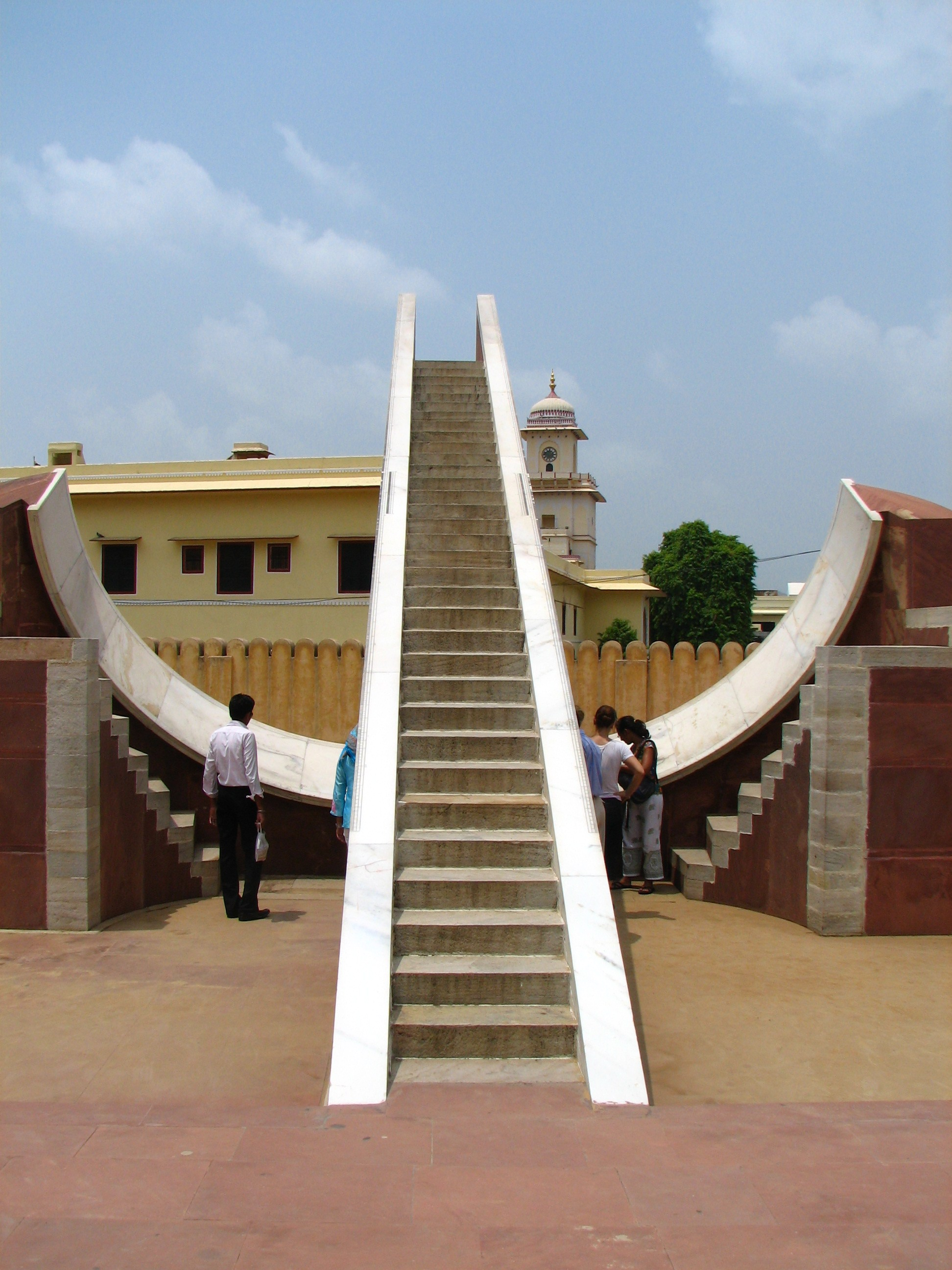
Vy över det mindre av de två gigantiska soluren.

Instrumenten är i de flesta fall stora byggnadsverk. Skalan i vilken de byggdes i har påståtts öka deras noggrannhet. Dock kan solens penumbra (halvskuggan) vara så omfattande som 30 mm, vilket gör att 1 mm ökningar av skugga saknar betydelse för soluret Samrat Yantra. Därtill hade murarna som byggde instrumenten otillräcklig erfarenhet för att bygga i denna skala, och sättningar i grunden har således gjort dem allt mer felinriktade. Exempelvis Samrat yantra, som är ett solur, kan användas för att ta reda på tiden till en noggrannhet på omkring 2 sekunder. Jättesoluret, känt som Samrat Yantra (Det högsta instrumentet) är världens största solur, 27 meter högt. Dess skugga flyttar sig synbart med en hastighet av 1 mm per sekund eller omkring en hands bredd (6 cm) varje minut.
Idag är observatoriet en populär turistattraktion. Lokala astronomer använder dock ännu det för att förutspå vädret åt bönderna, även om deras auktoritet har blivit alltmer ifrågasatt. Astronomstudenter och vediska astrologer är tvungna att ha några av deras lektioner vid observatoriet, och det kan sägas att observatoriet är det enskilt mest representativa verket för vediskt tänkande som ännu överlevt, förutom texterna. 
Många av de mindre instrumenten uppvisar anmärkningsvärda innovationer i arkitektonisk design och sitt förhållande till funktion, exempelvis Ram Yantra.

## Filminspelningsplats
Anläggningen användes inspelningsplats för filmen The Fall som en labyrint.
Storm Thorgerson fotograferade soluret för omslaget till DVD:n Shpongle, Live at the Roundhouse 2008.